# Прапор Лохвиці
Пра́пор Лохвиці затверджений Рішення 24 сесії Лохвицької міської ради 6 скликання від 28.08.2012 № 1. 
Автор — лохвицький художник Лузан Володимир Іванович.

## Опис
Прапор міста Лохвиця являє собою прямокутне полотнище синього кольору з відношенням сторін 2:3, в центрі якого розміщено золотий круг.
У композицію прапора внесено зображення основного елемента герба міста Лохвиця: кам’яна фортечна брама з блакитними флюгерами на трьох гостроверхих вежах. Зображення брами знаходиться всередині золотого круга.
Синій колір полотнища символізує силу, вірність, надійність та, у відповідності з геральдичними правилами XVII століття, боротьбу за свободу. 